# Pallacanestro Olimpia Milano 2001-2002
Questa voce raccoglie le informazioni riguardanti la Pallacanestro Olimpia Milano nelle competizioni ufficiali della stagione 2001-2002.

## Stagione
La stagione 2001-2002 della Pallacanestro Olimpia Milano sponsorizzata Adecco, è la 69ª nel massimo campionato italiano di pallacanestro, la Serie A.
All'inizio della nuova stagione la Lega Basket decise che le società italiane potevano tesserare fino a sette giocatori stranieri, con anche la caduta della distinzione tra giocatori comunitari ed extracomunitari.
Alla guida tecnica viene confermato Guido Saibene ma i risultati sono deludenti tanto da spingere la dirigenza a cambiare l’allenatore ed il 10 
ottobre 2001 Saibene, che fino a quel momento ha vinto una partita su cinque, viene sostituito dal suo vice "Pippo" Faina.
La squadra continua a faticare, manca la qualificazione alle final eight di coppa Italia e arriva alla vigilia dell’ultima giornata senza aver ancora raggiunto la salvezza. L’ultima partita si gioca al PalaVobis il 27 aprile, l’avversario è Imola che se vincesse con un margine maggiore di sette punti condannerebbe i milanesi alla retrocessione. La partita ha uno svolgimento drammatico e vede la vittoria dell’Olimpia che resta in Serie A ma su cui si addensano nubi derivanti dai dubbi sul prosieguo dell'impegno della proprietà.

## Maglie
Il fornitore ufficiale del materiale tecnico per la stagione 2001-2002 è stato Sergio Tacchini, mentre gli sponsor ufficiali sono il main sponsor Adecco e IntesaBci. 

## Organigramma societario
Dal sito internet della società.
Area dirigenziale
- Presidente: Sergio Tacchini
- Amministratore delegato: Sandro Pesati
- Consigliere delegato: Antonio Cappellari

Area tecnica
- Allenatore: Guido Saibene (fino al 9 ottobre)
- Allenatore: Filippo Faina (Dal 10 ottobre)
- Vice allenatore: Guido Saibene (dal 10 ottobre)
- Assistente allenatore: Andrea Trinchieri
- Assistente allenatore: Marco Baldi
- Responsabile Settore Giovanile: Gianni Villa

Area generale e organizzativa
- Team manager: Cinzia Lauro
- Ufficio stampa: Annamaria Arcidiacono
- Responsabile marketing: Annamaria Arcidiacono

## Roster
Aggiornato al 21 dicembre 2021.
| Adecco Olimpia Milano 2001-2002 | Adecco Olimpia Milano 2001-2002 |
| Giocatori                       | Staff tecnico                   |
| ------------------------------- | ------------------------------- |

| N. | Naz.                   | Ruolo | Nome                  | Anno | Alt.   | Peso   |  |
| -- | ---------------------- | ----- | --------------------- | ---- | ------ | ------ |  |
| 6  | Italia (bandiera)      | PG    | Flavio Portaluppi (C) | 1971 | 188 cm | 88 kg  |  |
| 7  | Stati Uniti (bandiera) | A     | Henry Turner          | 1966 | 201 cm | 91 kg  |  |
| 9  | Italia (bandiera)      | AG    | Andrea Michelori      | 1978 | 202 cm | 107 kg |  |
| 11 | Stati Uniti (bandiera) | P     | Louis Bullock         | 1976 | 185 cm | 80 kg  |  |
| 12 | Italia (bandiera)      | G     | Marco Mordente        | 1979 | 190 cm | 85 kg  |  |
| 13 | Croazia (bandiera)     | AP    | Slaven Rimac          | 1974 | 193 cm | 91 kg  |  |
| 14 | Slovacchia (bandiera)  | AG    | Martin Rančík         | 1978 | 205 cm | 100 kg |  |
| 15 | Italia (bandiera)      | C     | Stefano Rusconi       | 1968 | 208 cm | 120 kg |  |
| 16 | Stati Uniti (bandiera) | G     | Kantrail Horton       | 1977 | 185 cm |        |  |
| 16 | Italia (bandiera)      | G     | Luca Furlanetto       | 1981 | 195 cm |        |  |
| 17 | Stati Uniti (bandiera) | C     | Casey Shaw            | 1975 | 208 cm | 110 kg |  |
| 18 | Stati Uniti (bandiera) | C     | Josh Sankes           | 1978 | 213 cm |        |  |
| 20 | Stati Uniti (bandiera) | G     | Roberto Bergersen     | 1976 | 196 cm | 91 kg  |  |
| -  | Italia (bandiera)      | G     | Stefano Gallea        | 1983 | 194 cm | 80 kg  |  |

| Allenatore                                                                                               |
| - Guido Saibene (fino al 9 ottobre) - Filippo Faina (dal 10 ottobre)                                     |
| Assistente/i                                                                                             |
| - Andrea Trinchieri - Guido Saibene (dal 9 ottobre) Legenda - (C) Capitano - (IN) Inattivo - Infortunato |

## Mercato

### Sessione estiva
| Acquisti | Acquisti          | Acquisti          | Acquisti      | Acquisti |
| R.       | Nome              | da                | Modalità      |          |
| -------- | ----------------- | ----------------- | ------------- | -------- |
| C        | Josh Sankes       |                   | definitivo    |          |
| G        | Marco Mordente    | Pall. Reggiana    | fine prestito |          |
| AG       | Martin Rančík     | Iowa St. Cyclones | definitivo    |          |
| GA       | Slaven Rimac      | Joventut Badalona | definitivo    |          |
| G        | Roberto Bergersen | Digione           | definitivo    |          |
| G        | Horton Kantrall   |                   | definitivo    |          |

| Cessioni | Cessioni       | Cessioni       | Cessioni       | Cessioni |
| R.       | Nome           | a              | Modalità       |          |
| -------- | -------------- | -------------- | -------------- | -------- |
| P        | Mike Iuzzolino | Peristeri      | fine contratto |          |
| C        | Jon Garavaglia | Dafni          | fine contratto |          |
| G        | Jay Larrañaga  | Racing Parigi  | fine contratto |          |
| GA       | Luca Gamba     | Pall. Reggiana | fine contratto |          |
| AC       | A. J. Granger  | Free agent     | fine contratto |          |
| C        | Marco Baldi    |                | ritirato       |          |
| AG       | Johnny Taylor  | Free agent     | fine contratto |          |

### Dopo l'inizio della stagione
| Acquisti | Acquisti      | Acquisti         | Acquisti        | Acquisti   |
| R.       | Nome          | da               | Data            | Modalità   |
| -------- | ------------- | ---------------- | --------------- | ---------- |
| P        | Louis Bullock | Free agent       | 25 ottobre 2001 | definitivo |
| C        | Casey Shaw    | Virtus Roma      | 26 ottobre 2001 | definitivo |
| A        | Henry Turner  | Scaligera Verona | gennaio 2002    | definitivo |

| Cessioni | Cessioni          | Cessioni    | Cessioni     | Cessioni    |
| R.       | Nome              | a           | Data         | Modalità    |
| -------- | ----------------- | ----------- | ------------ | ----------- |
| G        | Roberto Bergersen | CSP Limoges | gennaio 2002 | rescissione |

## Risultati

### Serie A

#### Stagione regolare

##### Girone d'andata
| Arbitri: | Grossi Pozzana |

|                                    |            |                               |
| Rimac 17 Bergersen 15 Michelori 14 | Punti      | 19 Turner 14 Ivory 12 Fajardo |
| Rusconi 5                          | Assist     | 2 Turner                      |
| Michelori 10                       | Rimbalzi   | 8 Alberti, Fajardo            |
| Guido Saibene                      | Allenatori | Lino Lardo                    |

| Arbitri: | Sabetta Sardella |

|                               |            |                                          |
| Maggiloi 16 Booker 15 Beric 9 | Punti      | 15 Rancik 12 Rusconi 10 Rimac, Bergersen |
| Beric 6                       | Assist     | 1 quattro giocatori                      |
| Maggioli 10                   | Rimbalzi   | 14 Rancik                                |
| Stefano Pillastrini           | Allenatori | Guido Saibene                            |

| Arbitri: | Cazzaro Reatto |

|                                  |            |                                            |
| Monroe 26 Washington 23 Vetra 11 | Punti      | 22 Bergersen 11 Rusconi, Horton 9 Mordente |
| Thompson 7                       | Assist     | 4 Rimac, Rusconi                           |
| Thompson, Washington 8           | Rimbalzi   | 11 Rusconi                                 |
| Maurizio Lasi                    | Allenatori | Guido Saibene                              |

| Arbitri: | Pasetto Duranti |

|                                 |            |                                      |
| Rimac 24 Rancik 17 Michelori 10 | Punti      | 20 Esposito 19 Gentile 15 Alibegovic |
| Mordente 5                      | Assist     | 1 cinque giocatori                   |
| Rancik 8                        | Rimbalzi   | 6 Scott                              |
| Guido Saibene                   | Allenatori | Phil Melillo                         |

| Arbitri: | Giansanti Corrias |

|                                                     |            |                                         |
| Rancik 30 Rimac 11 Mordente, Rusconi 10 Bergersen 8 | Punti      | 21 Dixon, Belcher 14 Batiste 12 Soragna |
| Michelori, Mordente, Rusconi 2                      | Assist     | 3 Belcher                               |
| Rusconi 14                                          | Rimbalzi   | 7 Batiste                               |
| Guido Saibene                                       | Allenatori | Alessandro Ramagli                      |

| Arbitri: | Lamonica Di Modica |

|                                                 |            |                              |
| Handlogten, Myers 20 Sheppard Allen, Tonolli 10 | Punti      | 17 Rancik 16 Horton 15 Rimac |
| Myers 3                                         | Assist     | 1 Mordente, Rusconi, Rimac   |
| Handlogten 12                                   | Rimbalzi   | 12 Rancik                    |
| Attilio Caja                                    | Allenatori | Filippo Faina                |

| Arbitri: | Colucci Ursi |

|                                 |            |                                |
| Bergersen 18 Rimac 17 Rancik 10 | Punti      | 19 Jones 17 Podestà 16 Erdmann |
| Mordente, Rimac, Rancik 1       | Assist     | 3 Maric                        |
| Rusconi 14                      | Rimbalzi   | 10 Mazique, Podestà            |
| Filippo Faina                   | Allenatori | Cesare Pancotto                |

| Arbitri: | Zancanella Monizza |

|                                  |            |                                         |
| Nachbar 23 Garbajosa 17 Edney 15 | Punti      | 22 Rancik 12 Mordente, Rimac 10 Rusconi |
| Edney 6                          | Assist     | 7 Rusconi                               |
| Garbajosa 9                      | Rimbalzi   | 11 Rusconi                              |
| Mike D'Antoni                    | Allenatori | Filippo Faina                           |

| Arbitri: | Cazzaro Seghetti |

|                                    |            |                                    |
| Rancik 36 Bullock 16 Portaluppi 12 | Punti      | 22 Tucker 15 Evans, Delfino 10 Eze |
| -                                  | Assist     | 1 Evans                            |
| Rancik 10                          | Rimbalzi   | 12 Tucker                          |
| Filippo Faina                      | Allenatori | Tonino Zorzi                       |

| Arbitri: | Lamonica Crescenti |

|                               |            |                                   |
| Rancik 22 Bullock 13 Rimac 11 | Punti      | 24 Evtimov 16 Galanda 15 Meneghin |
| Rimac 4                       | Assist     | 3 Evtimov                         |
| Rusconi 7                     | Rimbalzi   | 19 Evtimov                        |
| Filippo Faina                 | Allenatori | Matteo Boniciolli                 |

| Arbitri: | D'Este Vianello |

|                                        |            |                               |
| Stonerook 21 Thornton 20 McCullough 14 | Punti      | 34 Bullock 14 Rancik 6 Horton |
| McCullough 5                           | Assist     | 1 Horton                      |
| Stonerook 12                           | Rimbalzi   | 11 Rusconi                    |
| Stefano Sacripanti                     | Allenatori | Filippo Faina                 |

| Arbitri: | Mattioli Anesin |

|                                                 |            |                             |
| Ginobili 23 Griffith 16 Abbio, Smodiš, Jaric 12 | Punti      | 19 Shaw 15 Rimac 12 Bullock |
| Ginobili 6                                      | Assist     | 2 Rusconi                   |
| Andersen 7                                      | Rimbalzi   | 5 Rusconi                   |
| Ettore Messina                                  | Allenatori | Filippo Faina               |

| Arbitri: | Taurino Ramilli |

|                             |            |                           |
| Bullock 26 Rimac 14 Shaw 12 | Punti      | 32 Boni 14 Attruia 8 Sims |
| Bullock 2                   | Assist     | 2 Boni                    |
| Rusconi 15                  | Rimbalzi   | 7 Lockhart                |
| Filippo Faina               | Allenatori | Demis Cavina              |

| Arbitri: | Tola Letizia |

|                                                      |            |                              |
| Elliott 22 Giacchetti, Conley, Barlow 12 Sambugaro 9 | Punti      | 29 Bullock 16 Shaw 11 Rancik |
| Barlow, Sambugaro 2                                  | Assist     | 2 Mordente                   |
| Barlow 7                                             | Rimbalzi   | 10 Shaw                      |
| Luca Banchi                                          | Allenatori | Filippo Faina                |

| Arbitri: | Tullio Sardella |

|                                        |            |                                      |
| Bullock 21 Rimac 20 Mordente, Rancik 9 | Punti      | 25 Grant 19 Robinson, Hafnar 6 Morri |
| Rusconi 4                              | Assist     | 2 McGhee                             |
| Rusconi 14                             | Rimbalzi   | 10 Grant                             |
| Filippo Faina                          | Allenatori | Luca Dalmonte                        |

| Arbitri: | Vianello Cazzaro |

|                                    |            |                                  |
| Hamilton 25 Johnson 22 Pozzecco 19 | Punti      | 29 Bullock 18 Bergersen 17 Rimac |
| Pozzecco 9                         | Assist     | 2 Rusconi                        |
| Johnson 11                         | Rimbalzi   | 6 Rusconi                        |
| Stefano Rusconi                    | Allenatori | Filippo Faina                    |

| Arbitri: | D'Este Nardecchia |

|                                          |            |                                          |
| Bullock 23 Horton 18 Michelori, Rancik 9 | Punti      | 19 Gorenc 15 Topic, Bulatovic 10 Tolbert |
| quattro giocatori 1                      | Assist     | 3 Gorenc                                 |
| Shaw, Rusconi 7                          | Rimbalzi   | 5 Topic                                  |
| Filippo Faina                            | Allenatori | Ergin Ataman                             |

| Arbitri: | Grossi Crescenti |

|                                         |            |                               |
| Moltedo 26 Shawn Respert 19 Williams 11 | Punti      | 23 Bullock 17 Horton 14 Rimac |
| Williams 4                              | Assist     | 2 Rusconi                     |
| Gray 9                                  | Rimbalzi   | 9 Rancik                      |
| Andrea Mazzon                           | Allenatori | Filippo Faina                 |

| Arbitri: | Giansanti Ramilli |

|                                   |            |                                     |
| Turner 34 Fajardo 11 Rombaldoni 9 | Punti      | 18 Louis Bullock 17 Rimac 16 Rancki |
| Carraretto 3                      | Assist     | 4 Bullock                           |
| Fajardo 9                         | Rimbalzi   | 13 Rusconi                          |
| Lino Lardo                        | Allenatori | Filippo Faina                       |

| Arbitri: | Pozzana Pascotto |

|                               |            |                               |
| Bullock 40 Rimac 15 Rancik 11 | Punti      | 24 Beric 22 Johnson 20 Booker |
| Bullock 3                     | Assist     | 2 Booker, Johnson             |
| Rusconi 12                    | Rimbalzi   | 10 Johnson                    |
| Filippo Faina                 | Allenatori | Stefano Pillastrini           |

| Arbitri: | Tola Filippini |

|                              |            |                                |
| Rancik 22 Rimac 20 Turner 12 | Punti      | 22 Thompson 20 Monroe 11 Meeks |
| Turner 2                     | Assist     | 3 Thompson                     |
| Rancik 9                     | Rimbalzi   | 9 Washington                   |
| Filippo Faina                | Allenatori | Maurizio Lasi                  |

| Arbitri: | Colucci Pallonetto |

|                                    |            |                                |
| Scott 15 Mian 13 Sartori, Smith 12 | Punti      | 14 Turner 13 Bullock 10 Horton |
| Andre Woolridge, Vujacic, Mian 3   | Assist     | 1 Rusconi                      |
| Smith 14                           | Rimbalzi   | 6 Shaw, Rusconi                |
| Fabrizio Frates                    | Allenatori | Filippo Faina                  |

| Arbitri: | Facchini Taurino |

|                                 |            |                               |
| Dixon 26 Niccolai 20 Belcher 16 | Punti      | 31 Bullock 25 Rimac 16 Turner |
| Dixon 3                         | Assist     | 3 Turner                      |
| Lacey 10                        | Rimbalzi   | 11 Turner                     |
| Alessandro Ramagli              | Allenatori | Filippo Faina                 |

| Arbitri: | Reatto Anesin |

|                                   |            |                               |
| Rancik 32 Bullock 25 Michelori 11 | Punti      | 31 Myers 29 Allen 17 Righetti |
| Bullock 3                         | Assist     | 3 Allen                       |
| Rancik 7                          | Rimbalzi   | 11 Tonolli                    |
| Filippo Faina                     | Allenatori | Attilio Caja                  |

| Arbitri: | Pozzana Duranti |

|                                     |            |                                         |
| Mazique 21 Erdmann 19 Washington 15 | Punti      | 37 Bullock 10 Michelori 8 Turner, Rimac |
| Cavaliero 4                         | Assist     | 1 Rimac                                 |
| Mazique 11                          | Rimbalzi   | 5 Shaw, Rimac                           |
| Cesare Pancotto                     | Allenatori | Filippo Faina                           |

| Arbitri: | Mattioli Ursi |

|                                |            |                                          |
| Bullock 38 Turner 15 Rancik 14 | Punti      | 23 Edney 15 Chikalkin, Nachbar 14 Pittis |
| Bullock 3                      | Assist     | 5 Edney                                  |
| Shaw 13                        | Rimbalzi   | 10 Nachbar                               |
| Filippo Faina                  | Allenatori | Mike D'Antoni                            |

| Arbitri: | Tola Paternicò |

|                                |            |                                |
| Eubanks 19 Tucker 18 Tomidy 17 | Punti      | 24 Bullock 19 Rancik 18 Turner |
| quattro giocatori 4            | Assist     | 2 Bullock                      |
| Tomidy 8                       | Rimbalzi   | 8 Shaw                         |
| Tonino Zorzi                   | Allenatori | Filippo Faina                  |

| Arbitri: | Grossi Ramilli |

|                                                  |            |                                |
| Fucka, Milic, Galanda 20 Meneghin 11 Goldwire 10 | Punti      | 22 Turner 18 Rancik 15 Bullock |
| Meneghin 5                                       | Assist     | 3 Turner                       |
| Fucka 7                                          | Rimbalzi   | 10 Turner                      |
| Matteo Boniciolli                                | Allenatori | Filippo Faina                  |

| Arbitri: | Facchini Begnis |

|                              |            |                                   |
| Turner 22 Bullock 21 Shaw 14 | Punti      | 18 McCullough 14 Thorton 12 Hines |
| Horton 3                     | Assist     | 4 McCullough                      |
| Rancik 13                    | Rimbalzi   | 11 Stonerook                      |
| Filippo Faina                | Allenatori | Stefano Sacripanti                |

| Arbitri: | Zancanella Di Modica |

|                              |            |                                 |
| Bullock 36 Shaw 19 Turner 10 | Punti      | 30 Ginobili 22 Jaric 9 Griffith |
| Bullock 5                    | Assist     | 1 Bonora, Ginobili, Griffith    |
| Sankes 8                     | Rimbalzi   | 10 Jaric                        |
| Filippo Faina                | Allenatori | Ettore Messina                  |

| Arbitri: | D'Este Lo Guzzo |

|                                   |            |                             |
| George Gilmore 37 Boni 16 Sims 14 | Punti      | 45 Bullock 20 Shaw 9 Rancik |
| -                                 | Assist     | 2 Turner                    |
| Lockhart 10                       | Rimbalzi   | 6 Rusconi                   |
| Bruno Impaloni                    | Allenatori | Filippo Faina               |

| Arbitri: | Grossi Giansanti |

|                                |            |                                            |
| Bullock 24 Turner 21 Rancik 19 | Punti      | 17 Conley, Autry 12 Santarossa 9 Radojevic |
| Bullock 3                      | Assist     | 1 Sambugaro, Conley, Santarossa            |
| Michelori 9                    | Rimbalzi   | 4 quattro giocatori                        |
| Filippo Faina                  | Allenatori | Luca Banchi                                |

| Arbitri: | Colucci Sabetta |

|                                  |            |                                |
| Carlisle 37 Stevenson 18 Grant 9 | Punti      | 25 Bullock 17 Rancik 16 Turner |
| Carlisle 3                       | Assist     | 4 Bullock                      |
| McGhee 16                        | Rimbalzi   | 9 Rusconi                      |
| Luca Dalmonte                    | Allenatori | Filippo Faina                  |

| Arbitri: | Lamonica Cerebuch |

|                              |            |                                |
| Bullock 33 Shaw 15 Turner 13 | Punti      | 23 Hamilton 20 Simon 14 Krstic |
| Turner 3                     | Assist     | 5 Krstic                       |
| Rusconi 9                    | Rimbalzi   | 6 Conti                        |
| Filippo Faina                | Allenatori | Gregor Beugnot                 |

| Arbitri: | Mattioli Tullio |

|                                  |            |                              |
| Gorenc 25 Chiacig 18 Stefanov 15 | Punti      | 20 Rancik 16 Turner 15 Rimac |
| Stefanov 4                       | Assist     | 4 Bullock                    |
| Chiacig 15                       | Rimbalzi   | 11 Rancik                    |
| Ergin Ataman                     | Allenatori | Filippo Faina                |

| Arbitri: | Cazzaro D'Este |

|                                        |            |                                      |
| Bullock 25 Turner 13 Mordente, Shaw 10 | Punti      | 19 Ambrassa 15 Heal, Moltedo 12 Gray |
| Bullock 8                              | Assist     | 3 Heal                               |
| Shaw 10                                | Rimbalzi   | 12 Williams                          |
| Filippo Faina                          | Allenatori | Andrea Mazzon                        |

## Statistiche

### Statistiche di squadra
| Competizione | G  | V  | P  | Pt   | 2PT  | 3PT  | TL   | Rimbalzi | Rimbalzi | Rimbalzi | Stop | Palle | Palle | Ass |
| Competizione | G  | V  | P  | Pt   | 2PT  | 3PT  | TL   | Off      | Dif      | Tot      | Stop | Perse | Rec.  | Ass |
| ------------ | -- | -- | -- | ---- | ---- | ---- | ---- | -------- | -------- | -------- | ---- | ----- | ----- | --- |
| Serie A1     | 36 | 12 | 24 | 82.0 | 50.8 | 35.6 | 73.8 | 12.1     | 24.8     | 36.9     | 1.7  | 16.7  | 18.1  | 5.9 |
| Totale       | 36 | 12 | 24 | 82.0 | 50.8 | 35.6 | 73.8 | 12.1     | 24.8     | 36.9     | 1.7  | 16.7  | 18.1  | 5.9 |

### Andamento in campionato
| Giornata  | 1 | 2 | 3  | 4  | 5  | 6  | 7  | 8  | 9  | 10 | 11 | 12 | 13 | 14 | 15 | 16 | 17 | 18 | 19 | 20 | 21 | 22 | 23 | 24 | 25 | 26 | 27 | 28 | 29 | 30 | 31 | 32 | 33 | 34 | 35 | 36 | 37 | 38 |
| --------- | - | - | -- | -- | -- | -- | -- | -- | -- | -- | -- | -- | -- | -- | -- | -- | -- | -- | -- | -- | -- | -- | -- | -- | -- | -- | -- | -- | -- | -- | -- | -- | -- | -- | -- | -- | -- | -- |
| Luogo     | C | T | T  | C  | C  | T  | C  | T  | C  | C  | T  | -  | T  | C  | T  | C  | T  | C  | T  | T  | C  | C  | T  | T  | C  | T  | C  | T  | T  | C  | -  | C  | T  | C  | T  | C  | T  | C  |
| Risultato | V | P | P  | P  | P  | V  | P  | P  | V  | P  | P  | -  | P  | V  | V  | V  | P  | P  | V  | P  | P  | V  | P  | P  | P  | P  | V  | P  | P  | P  | -  | P  | P  | V  | V  | P  | P  | V  |
| Posizione | 7 | 8 | 10 | 15 | 16 | 12 | 13 | 15 | 12 | 15 | 18 | 17 | 18 | 17 | 12 | 10 | 10 | 15 | 11 | 15 | 16 | 14 | 16 | 15 | 15 | 17 | 17 | 17 | 17 | 18 | 18 | 18 | 18 | 17 | 16 | 17 | 18 | 17 |

Fonte:  Serie A – Classifica, su legabasket.it. URL consultato il 19 maggio 2023.
Legenda:

Luogo: C = Casa; T = Trasferta. Risultato: V = Vittoria; P = Sconfitta.
- = Turno di riposo.

### Statistiche giocatori
| Giocatore         | Serie A | Serie A | Serie A | Serie A | Serie A Playoff | Serie A Playoff | Serie A Playoff | Serie A Playoff | Totale | Totale | Totale | Totale |
| Giocatore         | PG      | PTI     | AST     | RIM     | PG              | PTI             | AST             | RIM             | PG     | PTI    | AST    | RIM    |
| ----------------- | ------- | ------- | ------- | ------- | --------------- | --------------- | --------------- | --------------- | ------ | ------ | ------ | ------ |
| Andrea Michelori  | 36      | 183     | 11      | 111     | -               | -               | -               | -               | 36     | 183    | 11     | 111    |
| Marco Mordente    | 36      | 174     | 27      | 60      | -               | -               | -               | -               | 36     | 174    | 27     | 60     |
| Martin Rancik     | 35      | 486     | 9       | 222     | -               | -               | -               | -               | 35     | 486    | 9      | 222    |
| Kantrall Horton   | 34      | 217     | 18      | 66      | -               | -               | -               | -               | 34     | 217    | 18     | 66     |
| Stefano Rusconi   | 32      | 178     | 41      | 256     | -               | -               | -               | -               | 32     | 178    | 41     | 256    |
| Louis Bullock     | 28      | 696     | 50      | 94      | -               | -               | -               | -               | 28     | 696    | 50     | 94     |
| Slaven Rimac      | 28      | 327     | 18      | 86      | -               | -               | -               | -               | 28     | 327    | 18     | 86     |
| Casey Shaw        | 28      | 251     | 8       | 153     | -               | -               | -               | -               | 28     | 251    | 8      | 153    |
| Roberto Bergersen | 17      | 165     | 8       | 32      | -               | -               | -               | -               | 17     | 165    | 8      | 32     |
| Henry Turner      | 16      | 228     | 23      | 90      | -               | -               | -               | -               | 16     | 228    | 23     | 90     |
| Flavio Portaluppi | 15      | 40      | 0       | 21      | -               | -               | -               | -               | 15     | 40     | 0      | 21     |
| Josh Sankes       | 13      | 8       | 1       | 33      | -               | -               | -               | -               | 13     | 8      | 1      | 33     |
| Luca Furlanetto   | 1       | 0       | 0       | 0       | -               | -               | -               | -               | 1      | 0      | 0      | 0      |
| Stefano Gallea    | 0       | 0       | 0       | 0       | -               | -               | -               | -               | 0      | 0      | 0      | 0      |